# São Pedro dos Crentes
São Pedro dos Crentes là một đô thị thuộc bang Maranhão, Brasil. Đô thị này có diện tích 979,803 km², dân số năm 2007 là 3921 người, mật độ 4 người/km².